# Hans-Peter Jensen
Hans-Peter Jensen (* 7. November 1921 in Großdeuben bei Leipzig; † 6. März 2000 in Kiel) war ein deutscher Neurochirurg und Hochschullehrer.

## Leben und Wirken
Jensens Familie stammte väterlicherseits aus einer Schleswig-Holsteiner Kaufmanns- und Pastorenfamilie und mütterlicherseits aus dem Rheinland. Er legte 1939 an einer Leipziger Oberschule sein Abitur ab. Anschließend war er bis 1945 im Zweiten Weltkrieg für den Wehrdienst eingezogen. Er begann ab 1942 mit dem Studium der Humanmedizin in Leipzig und wechselte 1946 nach Frankfurt am Main. 1949 folgten Staatsexamen und Promotion mit dem Titel: „Hemmende Wirkung des gonadotropen Chorionhormons auf die fettspaltenden Fermente“.
Er begann 1949 seine psychiatrisch-neurologische Ausbildung bei Karl Kleist in Frankfurt am Main und wechselte 1950 in die neurochirurgische Abteilung zu Joachim Gerlach (chirurgische Klinik von Werner Wachsmuth) nach Würzburg. 1954 hospitierte er in England bei Wylie McKissock sowie im College of Osteopathy und wurde Fellow der Royal Society of Medicine. Ab 1955 war er Facharzt für Neurochirurgie und habilitierte sich 1959 für das Fach Chirurgie, insbesondere Neurochirurgie. Seit 1965 war er außerordentlicher Professor in Würzburg. Von 1959 bis 1961 arbeitete und forschte er in Chicago auf dem Gebiet der Kinderneurochirurgie, Traumatologie, Stereotaxie und Neuroradiologie, unter anderem bei Louis V. Amador, Paul Bucy und Percival S. Bailey sowie in Montreal bei Theodore Rasmussen.
Jensen war von 1971 bis 1990 ordentlicher Professor und Direktor der Neurochirurgischen Klinik der Christian-Albrechts-Universität (CAU) in Kiel, die mit seiner Berufung eigenständig wurde. Sein Vorgänger Elmar Bues (1920–1970) leitete die neurochirurgische Abteilung noch als Teil der chirurgischen Klinik. Jensen war somit der erste Lehrstuhlinhaber für Neurochirurgie in Kiel.
Jensen war Mitbegründer verschiedener nationaler und internationaler Gesellschaften und wissenschaftlicher Zeitschriften insbesondere mit dem Schwerpunkt der pädiatrischen Neurochirurgie. 1980 bis 1982 war er Präsident der Deutschen Gesellschaft für Neurochirurgie und 1983 bis 1987 Präsident des Gesamtverbandes deutscher Nervenärzte.
Als Autor war er an Erich Sonntags 1957 erschienenem Werk „Grundriss der gesamten Chirurgie“ maßgeblich beteiligt. Es folgten Lehrbücher über pädiatrische Neurochirurgie und das Standardwerk „Lanz-Wachsmuth: Praktische Anatomie des Kopfes“. Parallel entstanden weitere wissenschaftliche Publikationen. Außerdem veröffentlichte er eine Lehrfibel für Krankengymnastik nach Bandscheibenoperationen. Er selbst behandelte ebenfalls mit manuellen Verfahren, was immer wieder dazu führte, dass operative Eingriffe vermieden werden konnten. Als einer der ersten Mediziner in Deutschland erkannte er die diagnostische Revolution der cranialen Computertomographie.
Er war seit 1953 mit der Chirurgin und Anästhesistin Reta Jensen, geb. Pauls (1919–1987) verheiratet und hatte vier Kinder. 1993 heiratete er Ingrid Pries, geb. Hartz (1941–2007).